# Descurainia athrocarpa
Descurainia athrocarpa är en korsblommig växtart som först beskrevs av Asa Gray, och fick sitt nu gällande namn av Otto Eugen Schulz. Descurainia athrocarpa ingår i släktet stillfrön, och familjen korsblommiga växter.

## Underarter
Arten delas in i följande underarter:
- D. a. gilgiana
- D. a. macrorrhiza